# Аполлон (кратер)

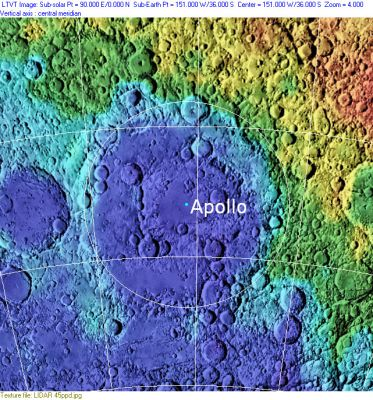
Карта висот за даними лазерного альтиметра зонда «Клементина» (синім позначено низовини, червоним — височини). Простора низовина в нижній лівій половині зображення — басейн Південний полюс — Ейткен.

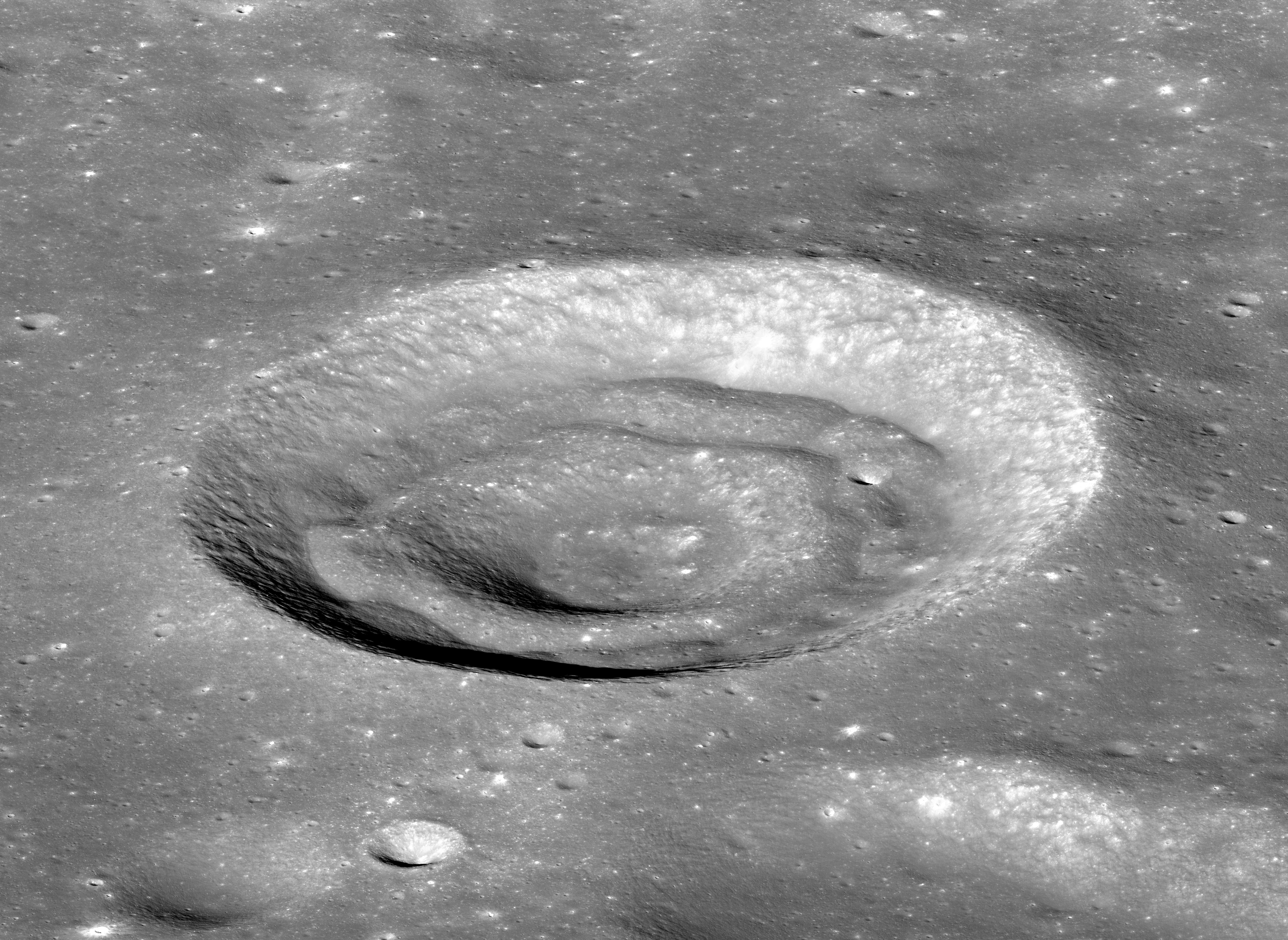
Концентричний кратер на півночі Аполлона

Аполлон (лат. Apollo) — гігантський метеоритний кратер на зворотному боці Місяця. Діаметр — близько 500 км. Розташований на північно-східному краю 2400-кілометрового басейну Південний полюс — Ейткен; координати центру — 35°41′ пд. ш. 151°29′ зх. д. / 35.69° пд. ш. 151.48° зх. д.. Названий на честь космічної програми «Аполлон». Ця назва була затверджена Міжнародним астрономічним союзом 1970 року.
На заході Аполлон межує з 200-кілометровим кратером Оппенгеймер, на півночі — з 67-кілометровим кратером Баррінджер, на північному сході — з 56-кілометровим кратером Клеймьонов. Сателітних кратерів не має.

## Загальний опис
Аполлон — це двокільцевий імпактний басейн. Зовнішнє його кільце добре збережене і має діаметр близько 500 км (за різними оцінками, від 490 до 540 км). Внутрішнє кільце уривчасте (проглядаться лише на заході та північному сході), а його діаметр вдвічі менший. Висота цього кільця досягає 3 км. Деякі дослідники розрізняють і третє кільце діаметром 720 км.
Як і інші басейни Місяця, Аполлон доволі старий і вже не має променевої системи та терас на схилах. Він усіяний численними меншими кратерами, а чотири ділянки затоплені морською лавою. Дві найбільші розташовані в центральній та південній частині, а дві менші — в західній та південно-східній. Гравітаційне прискорення над Аполлоном знижене на 0,039 Ґал.
На півночі Аполлона між внутрішнім та зовнішнім кільцем є виразний 12-кілометровий концентричний кратер. Західна морська ділянка примітна 10-кілометровим вулканічним куполом.
2 червня 2024 року, о 6:09 (за пекінським часом), відповідно повідомлення Китайського національного космічного управління, китайський місячний зонд «Чан’е-6» (Chang'e-6) здійснив успішну посадку в ударному кратері Аполлон.

## Вік кратера
Вік ділянок поверхні планет та супутників визначають за тим, скільки там накопичилося метеоритних кратерів. Для Аполлона концентрація кратерів діаметром >20 км складає, за різними підрахунками, 119±16 штук на млн км2 (оцінка 1987 року, зроблена за фотографіями) або 151±23 штуки на млн км2 (оцінка 2012 року, зроблена за альтиметричними даними зонда Lunar Reconnaissance Orbiter). Це відповідає донектарському або, можливо, нектарському періоду геологічної історії Місяця (близько 4 млрд років тому). Перекриття кратерів та їх викидів із іншими кратерами показує, що Аполлон старший за кратери Корольов та Герцшпрунг.
Морські ділянки з'явилися в кратері пізніше. За деякими оцінками, їх вік є пізньоімбрійським (3,6–3,7 млрд років), а за деякими — ератосфенівським (ще на мільярд років меншим). Сучаснішою є друга оцінка. Згідно з нею, для південної морської ділянки підрахунок кратерів дає вік 2,4 млрд років, а північна демонструє нетипову залежність кількості кратерів від їх розміру. Таку залежність можна пояснити тим, що вона утворилася 3,5 млрд років тому, а 2,5 млрд років тому була вдруге залита лавою. Товщина шару лави цього разу не перевищувала кількох десятків метрів, і кратери з більшою висотою валу (відповідно, з діаметром більше кількох сотень метрів) залишилися неушкодженими, тоді як менші було зрівняно з навколишньою поверхнею.

## Меморіальні назви
Загиблих американських астронавтів прийнято увічнювати в назвах кратерів, що знаходяться всередині Аполлона та поруч із ним. Там є кратери, названі на честь усіх загиблих у катастрофах шатлів «Челленджер» (1986) та «Колумбія» (2003), а також у пожежі під час випробовувань «Аполлона-1» (1967).
1970 року було названо кратери Вайт, Гріссом та Чаффі. Вони носять імена членів екіпажу «Аполлона-1»: Едварда Вайта, Вірджила Гріссома та Роджера Чаффі.
1988 року було названо кратери Джарвіс, Мак-Нейр, Мак-Оліфф, Онідзука, Рєзнік, Скобі та Сміт. Вони носять імена загиблих в останньому польоті шатла «Челленджер»: Грегорі Джарвіса, Рональда Мак-Нейра, Крісти Мак-Оліфф, Еллісона Онідзуки, Джудіт Рєзнік, Френсіса Скобі та Майкла Сміта.
2006 року назви отримали кратери М. Андерсон, Д. Браун, Л. Кларк, Мак-Кул, Рамон, Хасбанд, Чавла. Вони носять імена загиблих у катастрофі «Колумбії»: Майкла Андерсона, Девіда Брауна, Лорел Кларк, Вільяма Мак-Кула, Ілана Рамона, Річарда Хасбанда та Калпани Чавли. До прізвищ Андерсона, Брауна та Кларка додали перші букви імен, бо на Місяці вже були кратери, названі на честь людей з такими прізвищами.
Крім того, три кратери всередині Аполлона названо на честь живих астронавтів Джеймса Ловелла, Вільяма Андерса та Френка Бормана — членів екіпажу «Аполлона-8», перших людей, які облетіли Місяць. Це було зроблено 1970 року, коли було вирішено прижиттєво увічнити на карті Місяця 6 американських та 6 радянських космонавтів. Є там і кратер з назвою іншого походження: він того ж року отримав ім'я фізика Хью Драйдена згідно зі звичною практикою називати місячні кратери на честь науковців.
Деякі з цих кратерів дали назви меншим кратерам в околицях (супутнім, або сателітним кратерам). Так, біля кратера Андерс є Андерс D, Андерс G та Андерс X, біля кратера Борман — Борман V, біля кратера Вайт — Вайт W, біля кратера Гріссом — Гріссом K та Гріссом M, біля кратера Драйден — Драйден S, Драйден T та Драйден W, біля кратера Ловелл — Ловелл F та Ловелл R, біля кратера Чаффі — Чаффі F, Чаффі S та Чаффі W. Деякі супутні кратери згодом було перейменовано. Наприклад, кратер Борман мав 6 супутніх кратерів, 5 із яких нині носять імена загиблих астронавтів.
| Латинська назва | Українська назва | Рік затвердж. | Координати                                                  | Діаметр, км | Епонім           | Примітка                   |
| --------------- | ---------------- | ------------- | ----------------------------------------------------------- | ----------- | ---------------- | -------------------------- |
| Anders          | Андерс           | 1970          | 41°19′ пд. ш. 143°18′ зх. д. / 41.31° пд. ш. 143.30° зх. д. | 41          | Вільям Андерс    | член екіпажу «Аполлона-8»  |
| Borman          | Борман           | 1970          | 39°04′ пд. ш. 148°15′ зх. д. / 39.06° пд. ш. 148.25° зх. д. | 51          | Френк Борман     | член екіпажу «Аполлона-8»  |
| Lovell          | Ловелл           | 1970          | 36°44′ пд. ш. 142°28′ зх. д. / 36.74° пд. ш. 142.47° зх. д. | 35          | Джеймс Ловелл    | член екіпажу «Аполлона-8»  |
| Chaffee         | Чаффі            | 1970          | 39°04′ пд. ш. 154°38′ зх. д. / 39.06° пд. ш. 154.63° зх. д. | 52          | Роджер Чаффі     | член екіпажу «Аполлона-1»  |
| Grissom         | Гріссом          | 1970          | 46°55′ пд. ш. 147°59′ зх. д. / 46.92° пд. ш. 147.98° зх. д. | 60          | Вірджил Гріссом  | член екіпажу «Аполлона-1»  |
| White           | Вайт             | 1970          | 44°48′ пд. ш. 159°02′ зх. д. / 44.80° пд. ш. 159.04° зх. д. | 42          | Едвард Вайт      | член екіпажу «Аполлона-1»  |
| Jarvis          | Джарвіс          | 1988          | 35°08′ пд. ш. 148°13′ зх. д. / 35.13° пд. ш. 148.21° зх. д. | 41          | Грегорі Джарвіс  | член екіпажу «Челленджера» |
| McNair          | Мак-Нейр         | 1988          | 35°56′ пд. ш. 147°57′ зх. д. / 35.93° пд. ш. 147.95° зх. д. | 32          | Рональд Мак-Нейр | член екіпажу «Челленджера» |
| McAuliffe       | Мак-Оліфф        | 1988          | 33°14′ пд. ш. 149°46′ зх. д. / 33.24° пд. ш. 149.77° зх. д. | 19          | Кріста Мак-Оліфф | член екіпажу «Челленджера» |
| Onizuka         | Онідзука         | 1988          | 36°23′ пд. ш. 149°47′ зх. д. / 36.38° пд. ш. 149.79° зх. д. | 27          | Еллісон Онідзука | член екіпажу «Челленджера» |
| Resnik          | Рєзнік           | 1988          | 34°09′ пд. ш. 150°50′ зх. д. / 34.15° пд. ш. 150.84° зх. д. | 22          | Джудіт Рєзнік    | член екіпажу «Челленджера» |
| Scobee          | Скобі            | 1988          | 31°22′ пд. ш. 149°38′ зх. д. / 31.36° пд. ш. 149.64° зх. д. | 42          | Френсіс Скобі    | член екіпажу «Челленджера» |
| Smith           | Сміт             | 1988          | 31°47′ пд. ш. 151°01′ зх. д. / 31.79° пд. ш. 151.01° зх. д. | 33          | Майкл Сміт       | член екіпажу «Челленджера» |
| M. Anderson     | М. Андерсон      | 2006          | 41°13′ пд. ш. 148°59′ зх. д. / 41.21° пд. ш. 148.99° зх. д. | 17          | Майкл Андерсон   | член екіпажу «Колумбії»    |
| D. Brown        | Д. Браун         | 2006          | 41°39′ пд. ш. 147°10′ зх. д. / 41.65° пд. ш. 147.16° зх. д. | 16          | Девід Браун      | член екіпажу «Колумбії»    |
| Chawla          | Чавла            | 2006          | 42°29′ пд. ш. 147°29′ зх. д. / 42.48° пд. ш. 147.49° зх. д. | 14          | Калпана Чавла    | член екіпажу «Колумбії»    |
| L. Clark        | Л. Кларк         | 2006          | 43°20′ пд. ш. 147°42′ зх. д. / 43.34° пд. ш. 147.70° зх. д. | 15          | Лорел Кларк      | член екіпажу «Колумбії»    |
| Husband         | Хасбанд          | 2006          | 40°19′ пд. ш. 147°50′ зх. д. / 40.32° пд. ш. 147.84° зх. д. | 31          | Річард Хасбанд   | член екіпажу «Колумбії»    |
| McCool          | Мак-Кул          | 2006          | 41°17′ пд. ш. 146°16′ зх. д. / 41.28° пд. ш. 146.26° зх. д. | 20          | Вільям Мак-Кул   | член екіпажу «Колумбії»    |
| Ramon           | Рамон            | 2006          | 41°14′ пд. ш. 148°05′ зх. д. / 41.23° пд. ш. 148.08° зх. д. | 17          | Ілан Рамон       | член екіпажу «Колумбії»    |